# Ястребці
Ястребці (словен. Jastrebci) — поселення в общині Ормож, Подравський регіон‎, Словенія.